# Kuluan
Kuluan is een bestuurslaag in het regentschap Timor Tengah Utara van de provincie Oost-Nusa Tenggara, Indonesië. Kuluan telt 797 inwoners (volkstelling 2010).